# Blepharicera acanthonota
Blepharicera acanthonota är en tvåvingeart som beskrevs av Jacobson och Gregory W.Courtney 2006. Blepharicera acanthonota ingår i släktet Blepharicera och familjen Blephariceridae.
Artens utbredningsområde är Thailand. Inga underarter finns listade i Catalogue of Life.